# アルベルト・リエラ
アルベルト・リエラ・オルテガ（Albert Riera Ortega, 1982年4月15日 - ）は、スペイン・マナコル出身の元同国代表サッカー選手、サッカー指導者。現役時代のポジションはMF。
弟のオリオール・リエラも選手。

## 経歴

### クラブ

#### マヨルカ
マヨルカ島第二の都市マナコルに生まれた。物心がつく前からボールを蹴り始め、14歳でRCDマジョルカにスカウトされて毎日50kmの道のりを練習のために往復した。17歳でプロ契約し、憧れの選手だったヨヴァン・スタンコヴィッチが移籍して空いた左サイドハーフのポジションを受け継いだ。
2001年2月25日のラシン・サンタンデール戦でルイス・アラゴネス監督に抜擢されてデビューを果たし、リーグ戦をクラブ史上最高の3位で終えたチームで3試合に出場して1得点した。2001-02シーズンにはUEFAチャンピオンズリーグに初出場した。デビュー後の1シーズン半で11試合しか出場することができなかったが、2002-03シーズンはグレゴリオ・マンサーノ監督の下でレギュラーポジションを確固たるものとし、リーグ戦では35試合に出場して4得点した。このシーズン、レオ・フランコ、アリエル・イバガサ、ワルテル・パンディアーニ、サミュエル・エトオなど質の高い選手が揃ったクラブはコパ・デル・レイで優勝した。

#### ボルドー
自身はマヨルカ残留を希望したが、チームの財政事情により2003年8月1日にフランスのFCジロンダン・ボルドーに移籍した。リエラのことを「スペインの星」と評したエリ・ボー監督の下で2003-04シーズン、2004-05シーズンとレギュラーを務め、2シーズンでリーグ戦53試合出場4得点、UEFAカップでは5試合出場5得点という成績を残した。

#### エスパニョール
2005年8月20日にはRCDエスパニョールに4年契約で移籍して母国に復帰したが、ミゲル・アンヘル・ロティーナ監督が指揮していた同クラブでは出場機会に恵まれず、2005-06シーズン前半戦の出場は8試合にとどまった。2006年1月5日の移籍市場でイングランドのマンチェスター・シティFCにレンタル移籍すると、2月1日のニューカッスル・ユナイテッドFC戦で初得点を決め、15試合に出場して1得点とまずまずの結果を残したが、買い取りオプションは行使されず、シーズン終了後にエスパニョールに戻った。
2006-07シーズンのエスパニョールはUEFAカップで快進撃を続け、スコットランド・グラスゴーのハムデン・パークで行われる決勝進出を決めた。決勝の相手は同じスペインのセビージャFCであり、自身は試合を1-1に持ち込む同点弾を決めたがPK戦（1-3）の末に敗れた。シーズン終了後にはクラブとの契約を2011年まで延長した。

#### リヴァプール

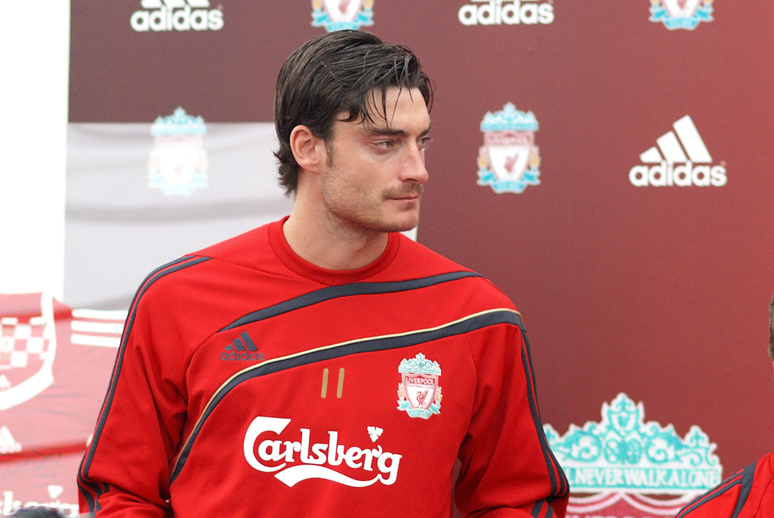
リヴァプール時代（2009年）

移籍市場最終日の2008年9月1日、移籍金800万ポンドでリヴァプールFCと4年契約を結んだ。背番号11を着けて13節のマンチェスター・ユナイテッドFC戦（ホーム）でデビューし、72分間出場して2-1で勝利を収めた。10月18日のウィガン・アスレティックFC戦で移籍後初ゴールを決め、12月9日にはUEFAチャンピオンズリーグのPSVアイントホーフェン戦（3-1で勝利）でも得点した。2009年に入るとFAカップ3回戦のプレストン・ノース・エンドFC戦などでゴールを決め、ホームで5-0と大勝した3月22日のアストン・ヴィラFC戦ではペペ・レイナのパントキックを左足のハーフボレーシュートで直接決めた。
2010年3月18日、出場機会の少なさや同胞のラファエル・ベニテス監督のコミュニケーション方法批判とも取れる発言をスペインメディアに行ったため、トップチームでの出場機会を失って放出要員となり、ロシアのPFC CSKAモスクワやFCスパルタク・モスクワへの移籍が噂された。3月23日にはCSKAモスクワから移籍金600万ポンドのオファーを受けたと報道されたが、それは結果的に誤りであり、CSKAモスクワが公式に否定し、代理人のアンヘル・カステジェスは「オファーはスパルタク・モスクワからしかない」と明言した。

#### オリンピアコス
2010年7月23日、エスパニョール時代の恩師エルネスト・バルベルデが新監督に就任したギリシャのオリンピアコスFCに4年契約で移籍した。移籍金は約400万ユーロ。

#### ガラタサライ
2011年9月3日、トルコのガラタサライSKに4年契約で移籍した。移籍金は300万ユーロ。

#### ウディネーゼ
2014年1月28日、ガラタサライと契約解除、2月20日にレキップがウクライナ・プレミアリーグのFCメタリスト・ハルキウに加入したと報じたが実現しなかった。
3月24日、セリエAのウディネーゼ・カルチョに2014-15シーズンから加入することが決定、3月27日にシーズン終了までワトフォードFCにレンタル移籍した。
シーズン終了後にウディネーゼに復帰したが、1試合も出場できず、11月27日に契約を解除した。

#### マヨルカ復帰以降
2015年3月5日、自身がキャリアをスタートさせたクラブであるRCDマヨルカに復帰した。しかしミケル・ソレール監督との対立により半年で退団し、1.SNLのNKザヴルチへ移籍。2016年1月22日にクラブとの契約が満了し、同26日にFCコペルへ加入した。

### スペイン代表
2007年10月13日、EURO2008予選のデンマーク戦（アウェー）で68分にホアキン・サンチェスに代わってスペイン代表デビューし、エリア外から代表初ゴールを決めて3-1での勝利に貢献した。その後数試合に出場したが、本大会メンバーからは落選した。監督がルイス・アラゴネスからビセンテ・デル・ボスケに交代して迎えた2008年10月、セビージャFCのディエゴ・カペルが負傷中であったために代表に招集され、2010 FIFAワールドカップ欧州予選のエストニア戦に11分間出場した。2009年4月1日、トルコ戦でアディショナルタイムに2-1となる決勝点を挙げた。同年にはFIFAコンフェデレーションズカップ2009のメンバーにも選ばれ、3位になったチームで4試合に出場した。スペイン代表が初優勝を果たした2010 FIFAワールドカップ本大会出場メンバーからは外れた。

### 指導者
2022年7月4日、 NKオリンピア・リュブリャナの監督に就任した。2023年よりFCジロンダン・ボルドーの監督に就任したが、2024年7月25日にボルドーが破産申請したことで監督契約が失効した。

## タイトル
マヨルカ
- コパ・デル・レイ : 2002–03

エスパニョール
- コパ・デル・レイ : 2005–06

オリンピアコス
- ギリシャ・スーパーリーグ : 2010–11

ガラタサライ
- スュペル・リグ : 2011-12, 2012-13
- TFFスュペル・クパ（英語版） : 2012, 2013